# Куклін Микола Михайлович
Микола Михайлович Ку́клін (нар. 14 грудня 1923, Кадіївка — пом. невідомо) — український радянський живописець; член Спілки радянських художників України з середини 1950-х років.

## Біографія
Народився 14 грудня 1923 року в місті Кадіївці (тепер Луганська область, Україна). Брав участь у німецько-радянській війні.
1952 року закінчив Харківський художній інститут (викладачі Олексій Кокель, Григорій Томенко, Дмитро Шавикін).
Жив у Донецьку, в будинку на вулиці імені газети «Соціалістичний Донбас», № 22, квартира № 21.

## Творчість
Працював у галузі станкового живопису. Створював портрети, тематичні картини у стилі соцреалізму. Серед робіт:
- «Передача досвіду» (1954);
- «Машиніст вугільного комбайна О. Дуденков» (1958);
- «Бригада комуністичної праці О. Кольчика» (1960);
- «Ударник А. Сухомлинов» (1964).

Брав участь у всеукраїнських виставках з 1954 року.